# 386851 Streep
386851 Streep este o planetă minoră (asteroid), cu un diametru de 2,755 km, din centura de asteroizi. A fost descoperită pe 26 iunie 2010 la Wise Observatory⁠(d) de Wide-field Infrared Survey Explorer⁠(d) și a fost numită după Meryl Streep. 
Obiectul prezintă o orbită caracterizată de o semiaxă mare de 2,7484084039251 UAi, o excentricitate de 0,16857236626205, o înclinație de 7,7619460769384 ° în raport cu ecliptica.